# Aritmetisk topologi
Aritmetisk topologi är ett delområde av matematiken som kombinerar algebraisk talteori och topologi. 

## Historik
På 1960-talet gavs topologiska tolkningar av klasskroppsteori av John Tate (matematiker)(en) baserande sig på Galoiskohomologi, och av Michael Artin(en) och Jean-Louis Verdier(en) baserande sig på Étalekohomologi. Sedan framlade David Mumford(en) (och oberoende av honom Yuri Manin(en)) en analogi mellan primideal och knutar som studerades vidare av Barry Mazur(en). På 1990-talet började Reznikov och Kapranov(en) undersöka dessa analogier och döpte området till aritmetisk topologi.